# William John McNaughton
Pour les articles homonymes, voir McNaughton.
William John McNaughton M.M., né le 7 décembre 1926 à Lawrence (Massachusetts) et mort le 3 février 2020 à Methuen (Massachusetts), est un missionnaire catholique américain, membre de la société des missions étrangères catholiques d'Amérique ou  missionnaire de Maryknoll (M.M.) qui fut évêque en Corée du Sud et l'un des évêques les plus jeunes de son temps.

## Biographie

### Formation
William John McNaughton suit ses études à la Central Catholic High School de Lawrence, puis entre au séminaire de Maryknoll à Ossining et au noviciat de cet institut. Il y prononce ses vœux le 30 août 1949. Il y obtient un baccalauréat canonique de théologie et une licence canonique en théologie, avec spécialité en éducation. 
Il reçoit l'ordination sacerdotale le 13 juin 1953. La guerre de Corée se termine un mois plus tard.

### Prêtre
Après son ordination, William McNaughton est envoyé étudier la langue coréenne à l'université Yale, puis il part pour la Corée et travaille comme vicaire à Chungbuk. Il sert plus tard au conseil épiscopal du diocèse de Cheongju. Il sert aussi comme vicaire général de ce diocèse en 1959-1960. Le 6 juin 1961, lorsque le nouveau vicariat apostolique d'Incheon est érigé, c'est McNaughton qui en est nommé à la tête. Il est nommé par le Saint-Siège évêque titulaire (in partibus) de Thuburbo Minus.
Il n'a que 34 ans.

### Évêque
William John McNaughton est consacré évêque le 24 août 1961 par le cardinal Cushing, archevêque de Boston. Le 10 mars suivant, il est nommé premier évêque du nouveau diocèse d'Incheon. Il participe aux quatre sessions du concile Vatican II (1962-1965).
Mgr McNaughton occupe plusieurs positions au sein de la conférence épiscopale de Corée. Il en est le secrétaire de 1965 à 1981, et il est président de la commission liturgique de 1965 à 1970. Il est membre de la commission œcuménique de 1970 à 1973 et il la préside de 1973 à 1978. Ensuite il est président de la commission de la catéchèse, jusqu'en 1984. De 1978 à 2002, Mgr McNaughton est membre de la commission pour le clergé et les religieux. 
Sous son épiscopat, le nombre de baptisés catholiques augmente de manière exponentielle, passant de près de 55 000 en 1970 à près de 364 000 en 2002 ; les prêtres passent de 29 à 167 et les paroisses de 17 à 81. 
Le pape Jean-Paul II accepte sa démission pour raison d'âge le 25 avril 2002. Il a passé presque quarante-et-un ans à la tête de son diocèse. Il rentre passer sa retraite dans son pays natal.

## Succession apostolique
William John McNaughton a ordonné les évêques suivants :
- Évêque Boniface Choi Ki-san (de) (1999)